# Csomád
Csomád là một thị trấn thuộc hạt Pest, Hungary. Thị trấn này có diện tích 12,39 km², dân số năm 2010 là 1487 người, mật độ 120 người/km².